# Кіпрські монети євро
Кіпрські монети євро — вісім монет євро, випущених Монетним двором Кіпру 2008 року, хоча членом Економічного і монетарного союзу ЄС Кіпр був з 2004 року.

## Дизайн національної сторони
На монетах номіналом 1, 2, 5 центи зображений муфлон, номіналом 10, 20, 50 центів — Кіренійський корабель, 1 і 2 євро — Помоський ідол. Всі монети містять на реверсі 12 зірок ЄС, рік випуску.
| 0,01 € | 0,02 € | 0,05 €           |
| ------ | ------ | ---------------- |
|        |        |                  |
| 0,10 € | 0,20 € | 0,50 €           |
|        |        |                  |
| 1,00 € | 2,00 € | Гурт монети в €2 |
|        |        | 2 ΕΥΡΩ 2 EURO    |

## Випуск монет
Джерело:
| Номінал | €0.01      | €0.02       | €0.05      | €0.10      | €0.20      | €0.50      | €1.00      | €2.00      | €2.00 пам'ятна |
| ------- | ---------- | ----------- | ---------- | ---------- | ---------- | ---------- | ---------- | ---------- | -------------- |
| 2008    | 28,930,000 | 99,930,000  | 59,930,000 | 69,930,000 | 64,930,000 | 29,930,000 | 27,930,000 | 15,930,000 | ---            |
| 2009    | 19,985,000 | 985,000     | 5,985,000  | 985,000    | 985,000    | 985,000    | 3,985,000  | 4,985,000  | 965,000        |
| 2010    |            |             |            |            |            |            |            |            |                |
| Всього  | 48,915,000 | 100,915,000 | 65,915,000 | 70,915,000 | 65,915,000 | 30,915,000 | 31,915,000 | 20,915,000 | 965,000        |

## Ідентифікаційні знаки
| Національний ідентифікатор | ΚΥΠΡΟΣ і KIBRIS |
| Знак монетного двору       | —               |
| Ініціали дизайнера         | —               |
| Знаки по гурту монети €2   |                 |

## Пам'ятні монети 2 євро

10-річчя Монетарного союзу Європейського Союзу (2009)10-річчя Монетарного союзу Європейського Союзу (2009)